# رئوس مطالب علوم بهداشتی
علوم بهداشتی شاخهٔ پزشکی علوم کاربردی است که با بهداشت انسان، حیوان، گیاه یا بهداشت محیط سر و کار دارد. بهداشت علم حفظ سلامت و تندرستی است.
سازمان جهانی بهداشت (WHO) سلامت را رفاه کامل جسمی روانی اجتماعی تعریف می‌کند، که همان آسایش تن و روان (پرورش جسم و روح) می‌باشد. اگر جسم سالم باشد و روح آرام فرد می‌تواند آرامش و رفاه مورد نظر خود را تأمین کند و سلامت نه فقط فقدان بیماری است.

## در ایران
بهداشت در ایران سه شاخه اصلی دارد:
- بهداشت عمومی: مربوط به پیش‌گیری از بیماری‌ها، مادر و کودک، تنظیم خانواده، واکسیناسیون و…
- بهداشت حرفه‌ای: امور مربوط به در کارگاه‌ها و کارخانه‌ها
- بهداشت محیط: مسائل مربوط به آب، محیط زیست و شهری، مراکز تهیه و توزیع و عرضه مواد غذایی و اماکن عمومی